# 이익태 지영록
《이익태 지영록》(李益泰 知瀛錄)은 제주특별자치도 제주시, 국립제주박물관에 있는 조선시대의 제주목사를 역임한 이익태(1633~1704)가 1694년(숙종 20)년 7월 제주목사로 부임한 이래 1696년(숙종 22) 9월까지 재임기간 중의 업무와 행적, 제주 관련 역사를 기록한 책이다. 2018년 10월 30일 대한민국의 보물 제2002호로 지정되었다.

## 개요
《이익태 지영록》은 제주목사를 역임한 이익태(1633～1704)가 1694년(숙종 20)년 7월 제주목사로 부임한 이래 1696년(숙종 22) 9월까지 재임기간 중의 업무와 행적, 제주 관련 역사를 기록한 책이다. 서명인 ‘지영록(知瀛錄)’에서의 ‘영(瀛)’은 ‘영주(瀛州)’를 의미하며 이는 제주의 옛 지명이다. 서문에 의하면 이익태는 제주목사를 역임하면서 알게 된 제주도의 열악한 생활상과 누적된 폐단을 기록으로 남겨 후세에 참고하기를 바라며 기록으로 남겼다.
수록된 내용은 이익태가 제주목사로 부임하기까지의 여정, 재임기간 중의 공무수행, 제주도 부임시의 행적과 그 과정에서 지은 시·제문·기행문 등이며, 특히 조선인 또는 일본인의 표류(漂流)에 관한 기록이 비중 있게 수록되었다. 그 중 1687년(숙종 13) 8월 김대황(金大璜)이라는 제주도민이 출항 후 파도에 휩쓸려 베트남[安南]에 이르렀다가 귀국한 내용인「김대황표해일록(金大璜漂海日錄)」은 조선시대 베트남 관련 기록으로 희소성이 있다.
《이익태 지영록》은 제주도의 문화 및 지명 등의 연원을 이해하는 데 실질적이고 중요한 내용이 수록되어 있고, 외국인의 표류 상황에 관한 기록을 통해 조선시대 표류민 정책 등을 파악할 수 있다는 점에서 가치가 높다. 또한 보물 제652호로 지정된 이형상(李衡祥, 1653∼1733)의 ｢남환박물지(南宦博物誌)｣(1704년)보다 8년이나 빠른 것으로, 연대가 가장 앞서는 제주도 최초의 인문지리지라는 점에서 의미가 크다.

## 참고 자료
- 이익태 지영록 - 국가유산청 국가유산포털